# Абатство Шрусбъри
Абатство Шрусбъри (на английски: Shrewsbury Abbey) е историческо бенедиктинско абатство в Шрусбъри, графство Шропшър, Англия.

## История
Абатството е основано от Роджър Монтгомъри, първия граф на Шрусбъри през 1083 г., но реално започва да функционира около 1087 г., когато за е назначен първия абат – Фулкред от Сеез. Граф Роджер, на смъртния си одър става монах и е погребан в абатската църква.
Манастирската църква е посветена на светите апостоли Петър и Павел, но абатството става място за поклонничество благодарение на мощите на Света Уинфред, които са пренесени в абатството от Уелс около 1138 г. През XIV век абатството придобива и мощите на Свети Беуно, наставник на Света Уинфред.
Абатството притежавало богата библиотека, която през вековете е напълно унищожена. До наши дни е запазен само един ръкопис – Житие на Света Уинфред, написано около 1140 г. от приор Робърт, който впоследствие става абат.
През ХV-ХVІ век монашеското братство наброява от 12 до 18 монаси. Благодарение на шедрите дарения абатството бързо придобива множество имоти и земи. Голяма част от тях се намират в графство Шропшър, но абатството притежава имоти и в Стафордшър, Ланкашър, Чешър и Кеймбриджшър. Абатството е било освободено чрез кралски закони от множество данъци, имало право да ползва кралските гори, както и да провежда два тридневни пазара – в Шрусбъри и Басчърч.
През 1530-те години английския крал Хенри VIII Тюдор поставя началото на Английската Реформация. започва процес на ликвидация на манастирите и предаване на имуществото им в собственост на краля. Към 1540 г. около 800 английски католически манастира, сред които и този в Шрусбъри, са закрити, като повече от 10000 монаси са прогонени и лишени от средства за съществуване.

## Списък на абатите
1. Fulchred, 1087 – 1119
2. Godfrey, 1121 – 1128
3. Heribert, 1128 – 1138
4. Radulfus, 1138 – 1147
5. Robert, 1150/1159 – 1168
6. Adam, 1168/1173 – 1175
7. Ralph, 1175 – 1186/1190
8. Hugh de Lacy, 1190 – 1220
9. Walter, 1221 – 1223
10. Henry, 1223 – 1244
11. Adam, 1244 – 1250
12. William, 1250 – 1251
13. Henry, 1251 – 1258
14. Thomas, 1259 – 1266
15. William of Upton, 1266 – 1271
16. Luke of Wenlock, 1272 – 1279
17. John of Drayton, 1279 – 1292
18. William of Muckley, 1292 – 1333
19. Adam of Cleobury, 1333 – 1355
20. Henry de Alston, 1355 – 1361
21. Nicholas Stevens, 1361 – 1399
22. Thomas Prestbury, 1399 – 1426
23. John Hampton, 1426 – 1433
24. Thomas Ludlow, 1433 – 1459
25. Thomas Mynde, 1460 – 1498
26. Richard Lye, 1498 – 1512
27. Richard Baker, 1512 – 1528
28. Thomas Butler, 1529 – 1540